# Мусхал, Жак
Жак Мусха́л (нидерл. Jacques Moeschal; 6 сентября 1900, Уккел, Бельгия — 30 октября 1956) — бельгийский футболист, нападающий, участник Олимпиады 1928 и чемпионата мира 1930 года.

## Биография
Играл за клуб «Расинг (Брюссель)». С 1928 по 1931 год провёл 23 матча за сборную, забил 6 мячей. Выступал на Олимпийских играх 1928 года в Амстердаме (3 матча) и на чемпионате мира 1930 года (2 матча).
| Матчи и голы Жака Мусхала за сборную Бельгии | Матчи и голы Жака Мусхала за сборную Бельгии | Матчи и голы Жака Мусхала за сборную Бельгии | Матчи и голы Жака Мусхала за сборную Бельгии | Матчи и голы Жака Мусхала за сборную Бельгии | Матчи и голы Жака Мусхала за сборную Бельгии | Матчи и голы Жака Мусхала за сборную Бельгии |
| -------------------------------------------- | -------------------------------------------- | -------------------------------------------- | -------------------------------------------- | -------------------------------------------- | -------------------------------------------- | -------------------------------------------- |
| №                                            | Дата                                         | Место проведения                             | Соперник                                     | Счёт                                         | Голы                                         | Турнир                                       |
| 1                                            | 11 марта 1928                                | Амстердам, Нидерланды                        | Нидерланды                                   | 1:1                                          | -                                            | Товарищеский матч                            |
| 2                                            | 1 апреля 1928                                | Антверпен, Бельгия                           | Нидерланды                                   | 1:0                                          | 1                                            | Coupe Van den Abeele 1928                    |
| 3                                            | 15 апреля 1928                               | Коломб, Франция                              | Франция                                      | 3:2                                          | -                                            | Товарищеский матч                            |
| 4                                            | 19 мая 1928                                  | Антверпен, Бельгия                           | Англия                                       | 1:3                                          | 1                                            | Товарищеский матч                            |
| 5                                            | 27 мая 1928                                  | Амстердам, Нидерланды                        | Люксембург                                   | 5:3                                          | 2                                            | Олимпийские игры 1928                        |
| 6                                            | 2 июня 1928                                  | Амстердам, Нидерланды                        | Аргентина                                    | 3:6                                          | 1                                            | Олимпийские игры 1928                        |
| 7                                            | 5 июня 1928                                  | Роттердам, Нидерланды                        | Нидерланды                                   | 1:3                                          | -                                            | Олимпийские игры 1928                        |
| 8                                            | 4 ноября 1928                                | Амстердам, Нидерланды                        | Нидерланды                                   | 1:1                                          | -                                            | Товарищеский матч                            |
| 9                                            | 20 апреля 1929                               | Дублин, Ирландия                             | Ирландское Свободное Государство             | 0:4                                          | -                                            | Товарищеский матч                            |
| 10                                           | 5 мая 1929                                   | Антверпен, Бельгия                           | Нидерланды                                   | 3:1                                          | -                                            | Coupe Van den Abeele 1929                    |
| 11                                           | 11 мая 1929                                  | Брюссель, Бельгия                            | Англия                                       | 1:5                                          | 1                                            | Товарищеский матч                            |
| 12                                           | 26 мая 1929                                  | Льеж, Бельгия                                | Франция                                      | 4:1                                          | -                                            | Товарищеский матч                            |
| 13                                           | 11 мая 1930                                  | Брюссель, Бельгия                            | Ирландское Свободное Государство             | 1:3                                          | -                                            | Товарищеский матч                            |
| 14                                           | 25 мая 1930                                  | Льеж, Бельгия                                | Франция                                      | 1:2                                          | -                                            | Товарищеский матч                            |
| 15                                           | 8 июня 1930                                  | Антверпен, Бельгия                           | Португалия                                   | 2:1                                          | -                                            | Товарищеский матч                            |
| 16                                           | 13 июля 1930                                 | Монтевидео, Уругвай                          | США                                          | 0:3                                          | -                                            | Чемпионат мира 1930                          |
| 17                                           | 20 июля 1930                                 | Монтевидео, Уругвай                          | Парагвай                                     | 0:1                                          | -                                            | Чемпионат мира 1930                          |
| 18                                           | 21 сентября 1930                             | Антверпен, Бельгия                           | Чехословакия                                 | 2:3                                          | -                                            | Товарищеский матч                            |
| 19                                           | 28 сентября 1930                             | Льеж, Бельгия                                | Швеция                                       | 2:2                                          | -                                            | Товарищеский матч                            |
| 20                                           | 29 марта 1931                                | Амстердам, Нидерланды                        | Нидерланды                                   | 2:3                                          | -                                            | Товарищеский матч                            |
| 21                                           | 3 мая 1931                                   | Антверпен, Бельгия                           | Нидерланды                                   | 4:2                                          | -                                            | Coupe Van den Abeele 1931                    |
| 22                                           | 16 мая 1931                                  | Брюссель, Бельгия                            | Англия                                       | 1:4                                          | -                                            | Товарищеский матч                            |
| 23                                           | 31 мая 1931                                  | Лиссабон, Португалия                         | Португалия                                   | 2:3                                          | -                                            | Товарищеский матч                            |

Итого: 23 матча / 6 голов; 7 побед, 3 ничьих, 13 поражений.